# Провінція Кампанія і Маріттіма
Провінція Кампанія і Маріттіма (лат. Campaniæ Maritimæque Provincia, італ. Provincia di Campagna e Marittima) — одна з семи провінцій Папської області з XII століття до кінця XVIII століття.

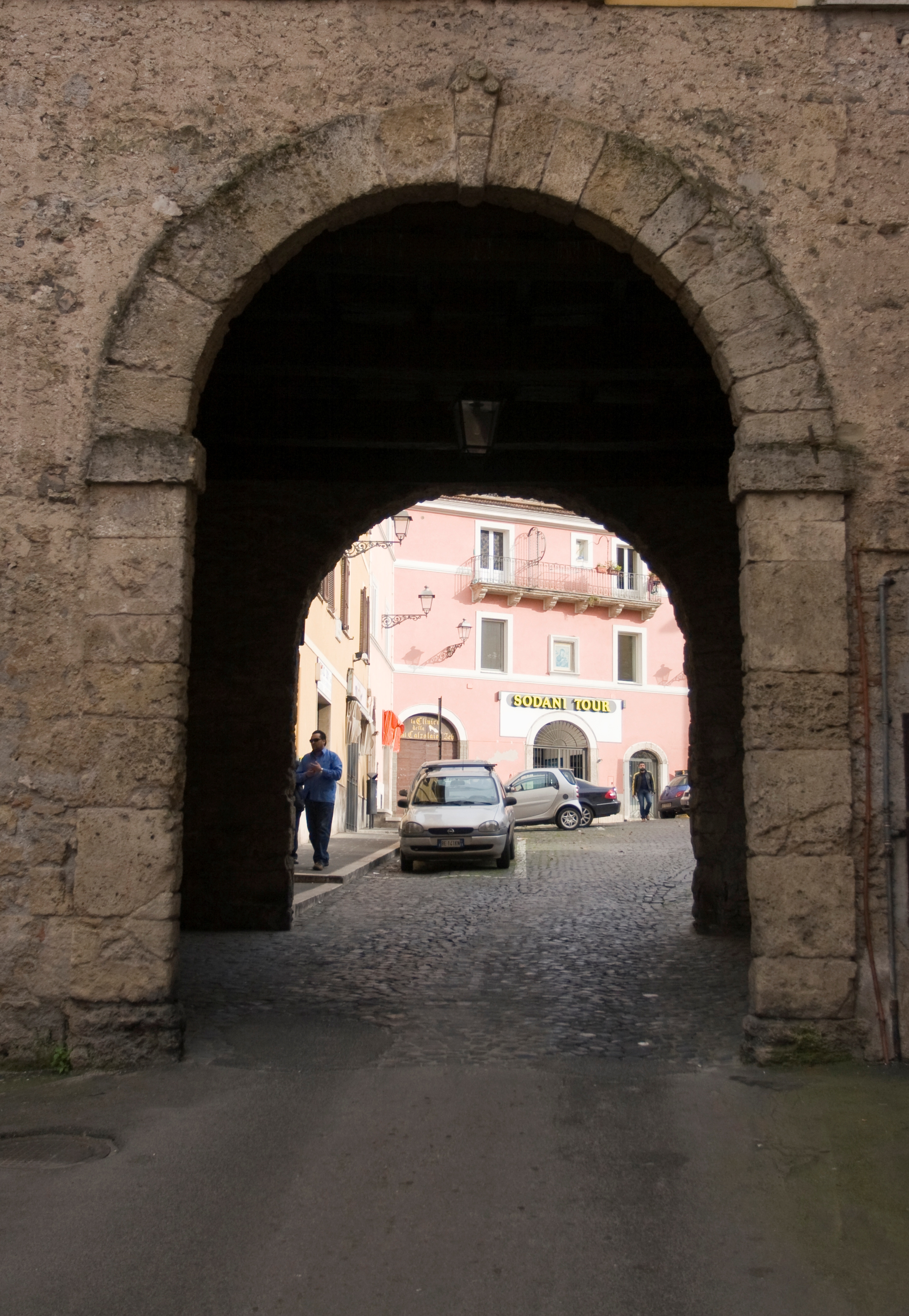
Римські ворота у Фрозіноне

Провінцію заснував Папа Інокентій III у 1198 році зі столицею у Фрозіноне. Метою Інокентія було протидіяти спробам досягти самоуправління в деяких містах на півдні його володінь, таких як Алатрі, Ферентіно, Веллетрі та Террачина, шляхом розміщення гарнізону у Ферентіно. Ще до цього «Провінція Римської Кампанії та Маріттіми» була частиною Патримонія Святого Петра.
У 1357 році заснування провінції підтверджено Constitutiones Sanctæ Matris Ecclesiæ.
Провінцією керував клас феодальних «римських баронів».

## Маріттіма і Кампанія
Маріттіма і Кампанія була папською легацією (IV Легація) з 1850 до 1860 року, коли її анексувало Сардинське королівство в межах об'єднання Італії. Вона охоплювала трохи більшу територію, ніж колишня провінція Кампанія та Маріттіма.